# Luisa d'Asburgo-Lorena
Luisa Antonietta Maria Teresa Giuseppa Giovanna Leopoldina Carolina Ferdinanda Alice Ernestina d'Asburgo-Lorena (Salisburgo, 2 dicembre 1870 – Ixelles, 23 marzo 1947) è stata principessa di Toscana, Boemia e Ungheria, arciduchessa d'Austria per nascita e principessa ereditaria di Sassonia per matrimonio.
Suo padre, Ferdinando IV, fu l'ultimo Granduca di Toscana prima dell'Unità d'Italia. Sua madre, Alice, apparteneva al ramo ducale dei Borbone-Parma, che furono deposti nel 1859. L'arciduchessa Luisa si sposò con l'erede al trono di Sassonia, ma non arrivò mai a portare il titolo di Regina consorte, dato che divorziò prima della sua ascesa al trono.

## Biografia

### Infanzia
L'arciduchessa Luisa nacque nella città austriaca di Salisburgo nel 1870. Fu la secondogenita dei dieci figli che ebbero i suoi genitori, anche se due di loro morirono nell'infanzia. 
Suo padre, Ferdinando IV di Toscana, apparteneva al ramo degli Asburgo che governarono il Granducato di Toscana ininterrottamente dal 1737. Ferdinando IV, che fu inoltre Arciduca d'Austria, si proclamò granduca in esilio dopo l'abdicazione forzata di suo padre, Leopoldo II, nel 1859. Tutti gli sforzi per recuperare il trono furono inutili, e Ferdinando e la sua famiglia si videro obbligati a vivere esiliati per sempre. Data la parentela con l'imperatore d'Austria, la famiglia visse nell'impero austro-ungarico.
Nel 1868 Ferdinando di Toscana sposò la principessa Alice di Parma, figlia del penultimo duca di Parma, Carlo III, e di Luisa Maria di Francia, nipote del re Carlo X di Francia. Come gli Asburgo di Toscana, anche la famiglia di Alice era stata deposta durante l'unificazione italiana.
L'arciduchessa Luisa era quindi imparentata con alcune delle famiglie più potenti d'Europa e nelle sue vene scorreva il sangue di alcune dinastie come quelle dei Savoia e dei Borbone. Tra i suoi cugini possiamo citare Maria Luisa di Parma, moglie di Ferdinando di Sassonia-Coburgo, principe di Bulgaria; Zita di Parma, ultima imperatrice consorte d'Austria; Felice di Parma, marito della Granduchessa di Lussemburgo e Giacomo di Borbone, duca di Madrid e pretendente carlista al trono di Spagna.
Luisa ebbe otto fratelli minori, due di quali morirono in tenera età. Tutti nacquero a Salisburgo e crebbero alla corte di Vienna sotto la tutela del loro lontano cugino, l'imperatore Francesco Giuseppe I d'Austria.

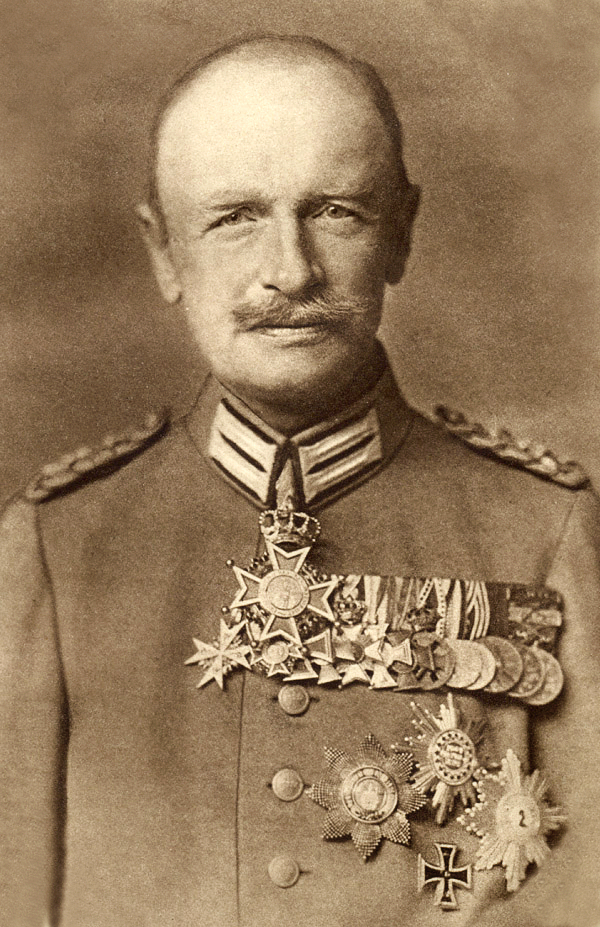
Federico Augusto III di Sassonia

### Principessa ereditaria di Sassonia
A Vienna, il 21 novembre 1891, sposò il principe ereditario di Sassonia Federico Augusto. Luisa fu molto popolare in Sassonia, soprattutto perché rifiutava di seguire l'etichetta della corte sassone e ciò la portò a litigare più volte col suocero, Giorgio di Sassonia. I legami con la famiglia acquisita si incrinarono a tal punto che, il 9 dicembre 1902, Luisa lasciò la Sassonia senza i suoi figli, sebbene fosse incinta della sua ultima bambina. Per un po' di tempo visse con l'istitutore francese dei figli, André Giron, che fu erroneamente ritenuto il padre della sua ultima figlia, Monica.
Divorziò dal marito l'11 febbraio 1903 in virtù di un decreto reale emanato dal suocero. Dopo lunghe trattative, l'ultima figlia di Luisa e di Federico Augusto fu inviata a Dresda perché vivesse a corte e fosse allevata come membro della famiglia reale di Sassonia. Luisa tentò di ritornare a Dresda, ma i ministri di suo marito le impedirono di vedere i suoi figli. L'arciduchessa ebbe il permesso di rivederli durante una visita privata all'ambasciata sassone nel 1906. In seguito nessuno dei figli di Luisa, nelle sue memorie, parlò male della madre.

### Secondo matrimonio

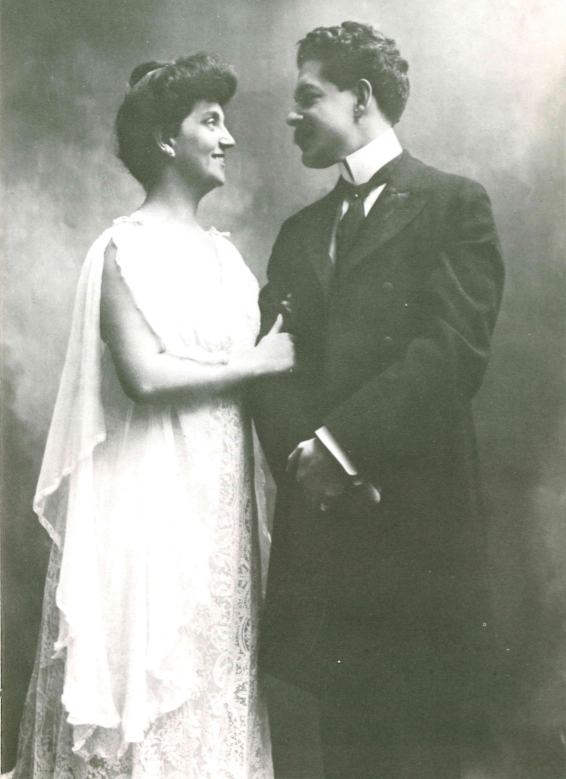
Luisa d'Asburgo-Lorena con Enrico Toselli

Il 25 settembre 1907, a Londra, sposò il musicista italiano Enrico Toselli. I due ebbero un solo figlio e divorziarono dopo cinque anni. L'imperatore Francesco Giuseppe, che non aveva riconosciuto il divorzio civile di Luisa, in qualità di capo della Casa d'Asburgo privò l'arciduchessa dei suoi titoli e delle sue dignità imperiali. Luisa, dopo suo zio Giovanni, era il secondo membro del ramo toscano degli Asburgo a portare lo scandalo in famiglia. Suo padre allora, in veste di ex-granduca di Toscana, la creò Contessa di Montignoso.

### Ultimi anni e morte

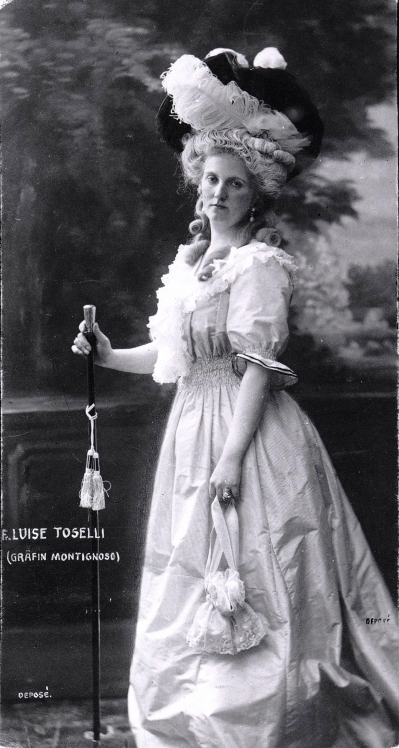
Luisa vestita da Maria Antonietta

Nel 1911 Luisa ruppe il silenzio e pubblicò le sue memorie, nelle quali incolpava delle sue disgrazie il suocero e i politici sassoni che, a suo parere, temevano di perdere le loro posizioni una volta che ella fosse divenuta regina. In tutto il libro, ella affermò che la sua popolarità superava quella di suo suocero e quella del marito e, a sostegno di ciò, vi sono forti prove. Luisa attribuì la sua popolarità, che le aveva alienato la famiglia reale e i ministri, alla sua protratta insistenza nell'ignorare il galateo della corte sassone e, forse per mostrarsi come vittima, si paragonò alla sua famosa parente Maria Antonietta, che disprezzava i rituali di corte a Versailles e che, come Luisa, ignorava i cortigiani che dipendevano da tali cerimonie per affermare il loro ruolo a corte. Luisa affermò anche che sua cognata Matilde tentò di danneggiarla molto e che la sua fuga da Dresda fu dovuta al tentativo di suo suocero di internarla a vita nel manicomio di Sonnestein. Fu suo fratello ad aiutarla a fuggire.
Dopo il tracollo della monarchia asburgica nel 1918, Luisa divenne nota col titolo di Contessa d'Yvette, un titolo di ancor minor valore rispetto a quello datole dal padre. Il suo ex-marito, Federico Augusto, non si risposò mai, poiché credeva di essere, agli occhi della Chiesa di Roma, ancora sposato con Luisa. Quest'ultima morì a Ixelles e le sue spoglie furono inumate nella chiesa di Erdlinge a Sigmaringen.

## Discendenza
Dal primo matrimonio con Federico Augusto III nacquerò sette figli:
- Giorgio, principe ereditario di Sassonia (1893-1943);
- Federico Cristiano, Margravio di Meissen (1893-1968);
- Ernesto Enrico (1896-1971);
- Maria Alice Carola (nata e morta nel 1898);
- Margherita Carola Guglielmina (1900-1962);
- Maria Alice Leopolda (1901-1990);
- Anna Pia Monica (1903-1976).

Dal secondo matrimonio con Enrico Toselli nacque un figlio:
- Carlo Emanuele Toselli (1908-1969).

## Ascendenza
|                                                |                         |                                                    | Genitori                                |  |  | Nonni |  |  | Bisnonni                            |  |  | Trisnonni                            |  |
|                                                |                         |                                                    |                                         |  |  |       |  |  | Ferdinando III, Granduca di Toscana |  |  | Leopoldo II, Sacro Romano Imperatore |  |
|                                                |                         |                                                    |                                         |  |  |       |  |  | Ferdinando III, Granduca di Toscana |  |  | Leopoldo II, Sacro Romano Imperatore |  |
|                                                |                         | Infanta Maria Luisa di Spagna                      |                                         |  |  |       |  |  | Ferdinando III, Granduca di Toscana |  |  |                                      |  |
| Leopoldo II, Granduca di Toscana               |                         |                                                    |                                         |  |  |       |  |  | Ferdinando III, Granduca di Toscana |  |  |                                      |  |
|                                                |                         | Principessa Luisa Maria Amalia di Napoli e Sicilia | Ferdinando I delle Due Sicilie          |  |  |       |  |  |                                     |  |  |                                      |  |
|                                                |                         | Principessa Luisa Maria Amalia di Napoli e Sicilia | Ferdinando I delle Due Sicilie          |  |  |       |  |  |                                     |  |  |                                      |  |
|                                                |                         | Principessa Luisa Maria Amalia di Napoli e Sicilia | Arciduchessa Maria Carolina d'Austria   |  |  |       |  |  |                                     |  |  |                                      |  |
| Ferdinando IV, Granduca di Toscana             |                         | Principessa Luisa Maria Amalia di Napoli e Sicilia |                                         |  |  |       |  |  |                                     |  |  |                                      |  |
|                                                |                         | Francesco I delle Due Sicilie                      | Ferdinando I delle Due Sicilie          |  |  |       |  |  |                                     |  |  |                                      |  |
|                                                |                         | Francesco I delle Due Sicilie                      | Ferdinando I delle Due Sicilie          |  |  |       |  |  |                                     |  |  |                                      |  |
|                                                |                         | Francesco I delle Due Sicilie                      | Arciduchessa Maria Carolina d'Austria   |  |  |       |  |  |                                     |  |  |                                      |  |
| Principessa Maria Antonietta delle Due Sicilie |                         | Francesco I delle Due Sicilie                      |                                         |  |  |       |  |  |                                     |  |  |                                      |  |
|                                                |                         | Infanta Maria Isabella di Spagna                   | Carlo IV di Spagna                      |  |  |       |  |  |                                     |  |  |                                      |  |
|                                                |                         | Infanta Maria Isabella di Spagna                   | Carlo IV di Spagna                      |  |  |       |  |  |                                     |  |  |                                      |  |
|                                                |                         | Infanta Maria Isabella di Spagna                   | Principessa Maria Luisa di Parma        |  |  |       |  |  |                                     |  |  |                                      |  |
| Arciduchessa Luisa d'Austria                   |                         | Infanta Maria Isabella di Spagna                   |                                         |  |  |       |  |  |                                     |  |  |                                      |  |
|                                                | Carlo II, Duca di Parma | Ludovico I di Etruria                              |                                         |  |  |       |  |  |                                     |  |  |                                      |  |
|                                                | Carlo II, Duca di Parma | Ludovico I di Etruria                              |                                         |  |  |       |  |  |                                     |  |  |                                      |  |
|                                                | Carlo II, Duca di Parma | Infanta Maria Luisa di Spagna                      |                                         |  |  |       |  |  |                                     |  |  |                                      |  |
| Carlo III, Duca di Parma                       | Carlo II, Duca di Parma |                                                    |                                         |  |  |       |  |  |                                     |  |  |                                      |  |
|                                                |                         | Principessa Maria Teresa di Savoia                 | Vittorio Emanuele I di Sardegna         |  |  |       |  |  |                                     |  |  |                                      |  |
|                                                |                         | Principessa Maria Teresa di Savoia                 | Vittorio Emanuele I di Sardegna         |  |  |       |  |  |                                     |  |  |                                      |  |
|                                                |                         | Principessa Maria Teresa di Savoia                 | Arciduchessa Maria Teresa d'Austria     |  |  |       |  |  |                                     |  |  |                                      |  |
| Principessa Alice di Parma                     |                         | Principessa Maria Teresa di Savoia                 |                                         |  |  |       |  |  |                                     |  |  |                                      |  |
|                                                |                         | Carlo Ferdinando, Duca di Berry                    | Carlo X di Francia                      |  |  |       |  |  |                                     |  |  |                                      |  |
|                                                |                         | Carlo Ferdinando, Duca di Berry                    | Carlo X di Francia                      |  |  |       |  |  |                                     |  |  |                                      |  |
|                                                |                         | Carlo Ferdinando, Duca di Berry                    | Maria Teresa di Savoia                  |  |  |       |  |  |                                     |  |  |                                      |  |
| Principessa Luisa d'Artois                     |                         | Carlo Ferdinando, Duca di Berry                    |                                         |  |  |       |  |  |                                     |  |  |                                      |  |
|                                                |                         | Principessa Carolina delle Due Sicilie             | Francesco I delle Due Sicilie           |  |  |       |  |  |                                     |  |  |                                      |  |
|                                                |                         | Principessa Carolina delle Due Sicilie             | Francesco I delle Due Sicilie           |  |  |       |  |  |                                     |  |  |                                      |  |
|                                                |                         | Principessa Carolina delle Due Sicilie             | Arciduchessa Maria Clementina d'Austria |  |  |       |  |  |                                     |  |  |                                      |  |
|                                                |                         | Principessa Carolina delle Due Sicilie             |                                         |  |  |       |  |  |                                     |  |  |                                      |  |